# Notoreas fulva
Notoreas fulva là một loài bướm đêm trong họ Geometridae.